# Hormius lamidae
Hormius lamidae är en stekelart som beskrevs av Papp 1990. Hormius lamidae ingår i släktet Hormius och familjen bracksteklar. Inga underarter finns listade i Catalogue of Life.